# 開封鐵塔橡膠
開封鐵塔橡膠(集團)有限公司，河南煤業化工集團旗下公司，是在1995年成立，主要業務生產、研發等营橡胶管、带制品，而品牌為「鐵塔」最多。現任董事長曹士強。2007年，由於發生財政問題，被永煤集團收購，成為旗下公司。
2009年，母公司和另外3家企業合併，組成河南能源化工集團。總部位於公司地址河南省开封市汴西新区周天路109号。

## 連結
- tieta.cn
- 河南煤业化工集团：在兼并重组中提升竞争力 中国矿产资源整合律师网